# Max Esposito
Max Daniel Esposito (Camden, 16 de junho de 1997) é um pentatleta australiano. 

## Carreira
Esposito representou seu país nos Jogos Olímpicos de Verão de 2016, terminando na sétima colocação.